# Pouteria polycarpa
Pouteria polycarpa är en tvåhjärtbladig växtart som först beskrevs av Henry Hurd Rusby, och fick sitt nu gällande namn av Charles Baehni. Pouteria polycarpa ingår i släktet Pouteria och familjen Sapotaceae.
Artens utbredningsområde är Bolivia. Inga underarter finns listade i Catalogue of Life.